# Pulsatilla vernalis
Pulsatilla vernalis ((L.) Mill., 1768), comunemente nota come anemone primaverile, è una pianta erbacea perenne originaria del continente europeo, appartenente alla famiglia delle Ranunculaceae. 
Questa è una pianta che si può riscontrare in montagna nella fascia subalpina e alpina (1200-2400 m s.l.m.) che fiorisce immediatamente dopo la scomparsa della neve. Ama i terreni erbosi e sassosi che possono essere costituiti da calcare ma anche da silice.

## Descrizione
L'altezza della pianta va dai 5 ai 10 cm. L'interno del fiore è bianco e l'esterno è di color rosa tenue. Il fiore ha una forma a campana che può arrivare fino a 6 cm di larghezza. Il fiore è ricoperto da peli fitti che lo proteggono dalle gelate ma anche dal sole per evitare l'eccessiva traspirazione. La fioritura va da aprile a giugno e la maturazione del seme avviene a luglio.

## Curiosità
L'anemone primaverile è il fiore simbolo del comune di Härjedalen nella contea di Jämtland in Svezia, della ex contea di Oppland in Norvegia (dove era presente anche sullo stemma della contea) e della Carelia meridionale in Finlandia.